# Jean Rousset
Jean Rousset (n. 20 februarie 1910, Geneva, Geneva, Elveția – d. 15 septembrie 2002, Geneva, Geneva, Elveția) a fost un critic literar elvețian, care a realizat cercetări mai ales cu privire la poezia și literatura barocă. A fost profesor de literatură franceză la Universitatea din Geneva din 1953 până în 1976.

## Biografie
A obținut două licențe la Universitatea din Geneva, mai întâi în drept (1932) și apoi, după ce a urmat cursurile ținute de Albert Thibaudet și Marcel Raymond, în litere (1938). Din 1938 până în 1943 a fost lector de limba franceză în Germania, predând la universitățile din Halle și München. După o ședere la Paris, și-a susținut la Geneva, în 1953, teza de doctorat cu tema La Littérature de l'âge baroque en France. Circé et le paon. De atunci și până în 1976 a fost profesor de literatură franceză la Facultatea de litere a Universității din Geneva.

## Activitatea de cercetare
Jean Rousset s-a străduit să popularizeze poezia barocă franceză prin studii academice, antologii și cărți publicate în principal de editorul José Corti.
Teza lui despre literatura franceza a epocii baroce a cunoscut un mare succes. El a fost printre primii care au folosit termenul de „baroc” — care până atunci fusese folosit doar în istoria artei — în literatură. Conform analizei istoricului de artă Heinrich Wölfflin, Rousset a fost interesat, printre altele, de temele inconsecvenței și metamorfozei în textele baroce din prima jumătate a secolului al XVII-lea sau chiar în creionarea unui personaj ca Dom Juan de Molière. El a revenit la aceleași subiecte în lucrarea L'Intérieur et l'extérieur : essais sur la poésie et le théâtre au XVIIe siècle.
În Forme et signification el a explorat noile direcții ale criticii literare; Jacques Derrida a vorbit despre această carte ca fiind una dintre principalele lucrări de teorie structuralistă. Distanțându-se de abordarea fenomenologică a prietenilor și colegilor lui, Georges Poulet și Jean-Pierre Richard, Rousset s-a concentrat pe elementele formale, precum structura narativă, pentru a determina semnificația unei opere. El a dezvoltat această abordare în Narcisse romancier : essai sur la première personne dans le roman (în care analizează locul narațiunii la persoana I în romane) și în Le Lecteur intime. Operele sale din această perioadă au mai multe puncte comune cu cele ale lui Gérard Genette.
Lucrările sale ulterioare au urmat o abordare mai puțin structuralistă. Cartea Leurs yeux se rencontrèrent : la scène de première vue dans le roman analizează toposul dragostei la prima vedere în romane. Ultima sa carte, Dernier regard sur le baroque, oferă o evaluare finală a teoriilor și dezbaterilor teoretice despre epoca barocă.

## Distincții
- 1995 - Laurea Honoris Causa in lingue e letterature straniere, Universitatea Ca' Foscari din Veneția[6].
- 1983 - Premiul orașului Geneva și premiul Fundației Adolphe Neuman[7].

La fel ca toți laureații Premiului orașului Geneva, Jean Rousset este înmormântat în Cimetière des Rois din cartierul Plainpalais.
A fost membru al Académie royale de langue et de littérature françaises de Belgique și al Accademia dei Lincei.

## Opera
- Jean de La Ceppède, choix de textes, G.L.M., 1947.
- Andreas Gryphius, choix de textes et traduction, G.L.M., 1949.
- La Littérature de l'âge baroque en France. Circé et le Paon, Paris, José Corti, 1953, 312 p.
- Anthologie de la poésie baroque française, choix de textes et présentation, Paris, Armand Colin, 1961, 2 vol.; puis Paris, José Corti, 1988, 2 vol., 285 p. + 340 p.
- Forme et Signification. Essais sur les structures littéraires de Corneille à Claudel, Paris, José Corti, 1962, XXVI-200 p.
- L'Intérieur et l'Extérieur. Essais sur la poésie et sur le théâtre au s-XVIIe, Paris, José Corti, 1968, 277 p.
- Narcisse romancier. Essai sur la première personne dans le roman, Paris, José Corti, 1973, 159 p.
- Le Mythe de Don Juan, Paris, Armand Colin, 1978, 255 p.
- Leurs yeux se rencontrèrent. La scène de première vue dans le roman, Paris, José Corti, 1981, 216 p.
- Le Lecteur intime. De Balzac au Journal, Paris, José Corti, 1986, 220 p.
- Passages, échanges et transpositions, Paris, José Corti, 1990, 229 p.
- Dernier regard sur le baroque, Paris, José Corti, 1998, 185 p.